# Bala Hissar

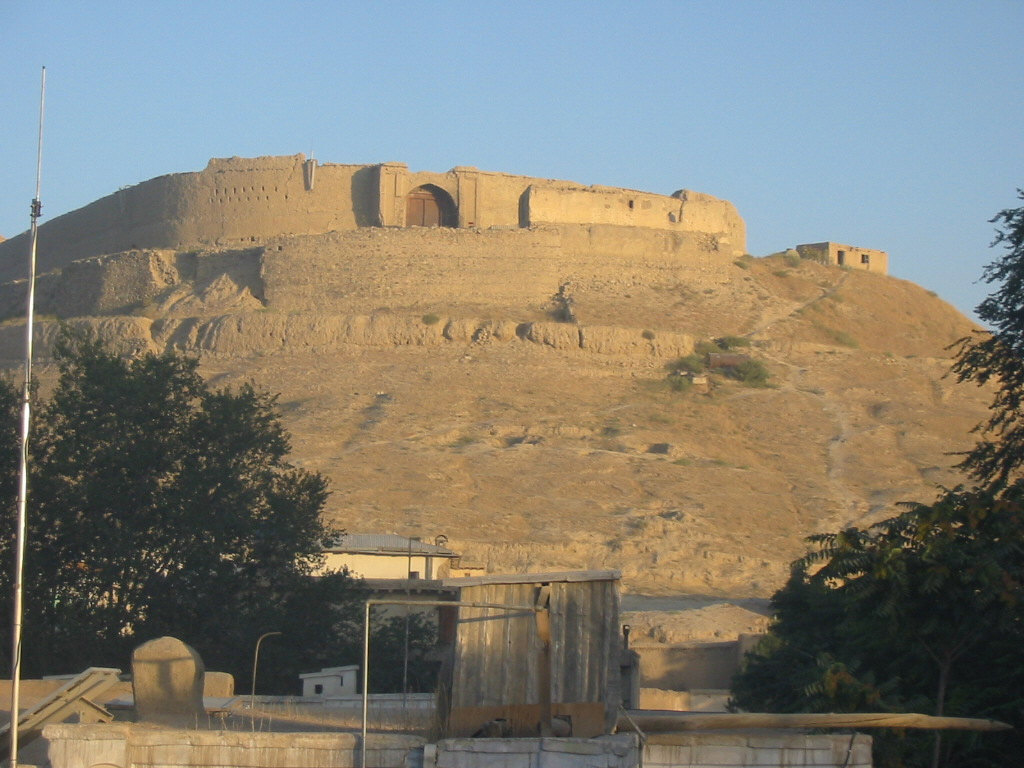
Bala Hissar

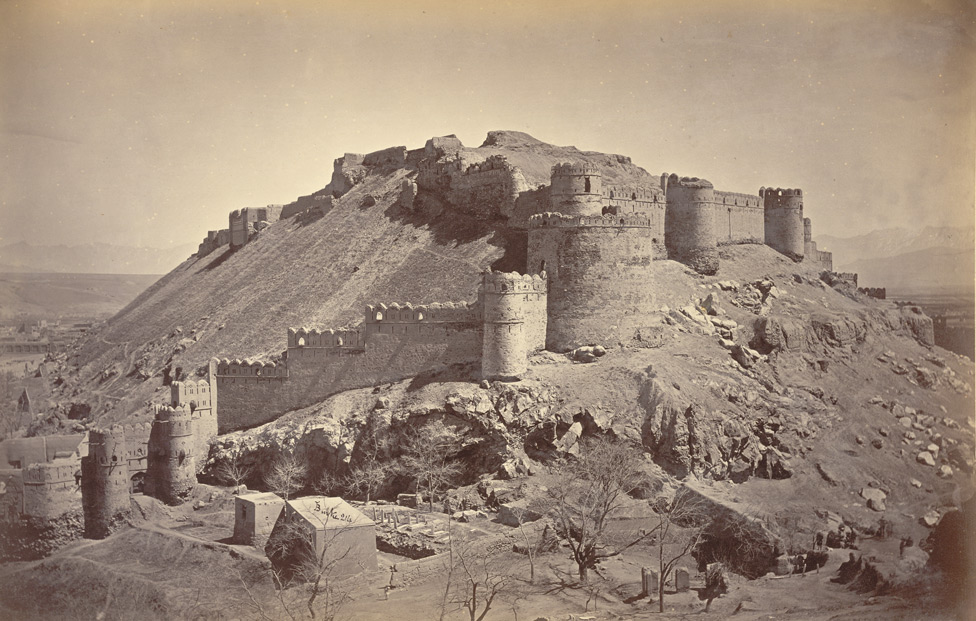
Bala Hissar aus westlicher Richtung gesehen im Jahr 1879

Bala Hissar (persisch ارگ بالاى حصار, „hohe Zitadelle“) ist eine Zitadelle im Süden der afghanischen Hauptstadt Kabul, die möglicherweise im 6. Jahrhundert n. Chr. von den Hephthaliten gegründet und nachfolgend unter anderem von den Hindu-Shahi (Kabul-Shahi, 9.–11. Jahrhundert) ausgebaut wurde. Sie befindet sich am Ende der Bergkette Kuh-e-Sherdarwaza.
Die Schutzmauern der Festung boten nicht nur Schutz und Behausung für die Herrscherklasse, sie dienten auch als Unterkunft für die Leibgarde, Beamte und das Personal. Die Festung beinhaltete eine Moschee, ein Gefängnis, Kornspeicher und Pferdeställe, wodurch sie in Zeiten von Belagerungen bis zu tausend Menschen beherbergen konnte.
Bala Hissar war Schauplatz erbitterter militärischer Auseinandersetzungen während der Anglo-Afghanischen Kriege (Erster Anglo-Afghanischer Krieg und Zweiter Anglo-Afghanischer Krieg). Die Festung ist seit November 1879 – nach Zerstörung auf Befehl des britischen Generals Frederick Roberts – eine Ruine. Sie war bis dahin 1500 Jahre lang Residenz afghanischer Emire, wobei der letzte Mohammed Yakub Khan war.
Der afghanische Präsident Aschraf Ghani erließ 2018 ein Dekret, wonach Bala Hissar restauriert werden soll. Laut einer Veröffentlichung des Aga Khan Trust for Culture vom Oktober 2020 sollte aus der gesamten Fläche innerhalb von vier Jahren ein archäologischer Park entstehen.

## Bauwerke mit gleichem Namen
- Das Bala Hissar in der historischen Stadt Herat wurde von Alexander dem Großen gebaut (siehe Herat)
- Das Bala Hisar Fort in der Stadt Peschawar in Pakistan wurde dort von den afghanischen Herrschern erbaut und im 19. Jahrhundert nach Zerstörungen von den Sikh-Eroberern ausgebaut.

## Literatur

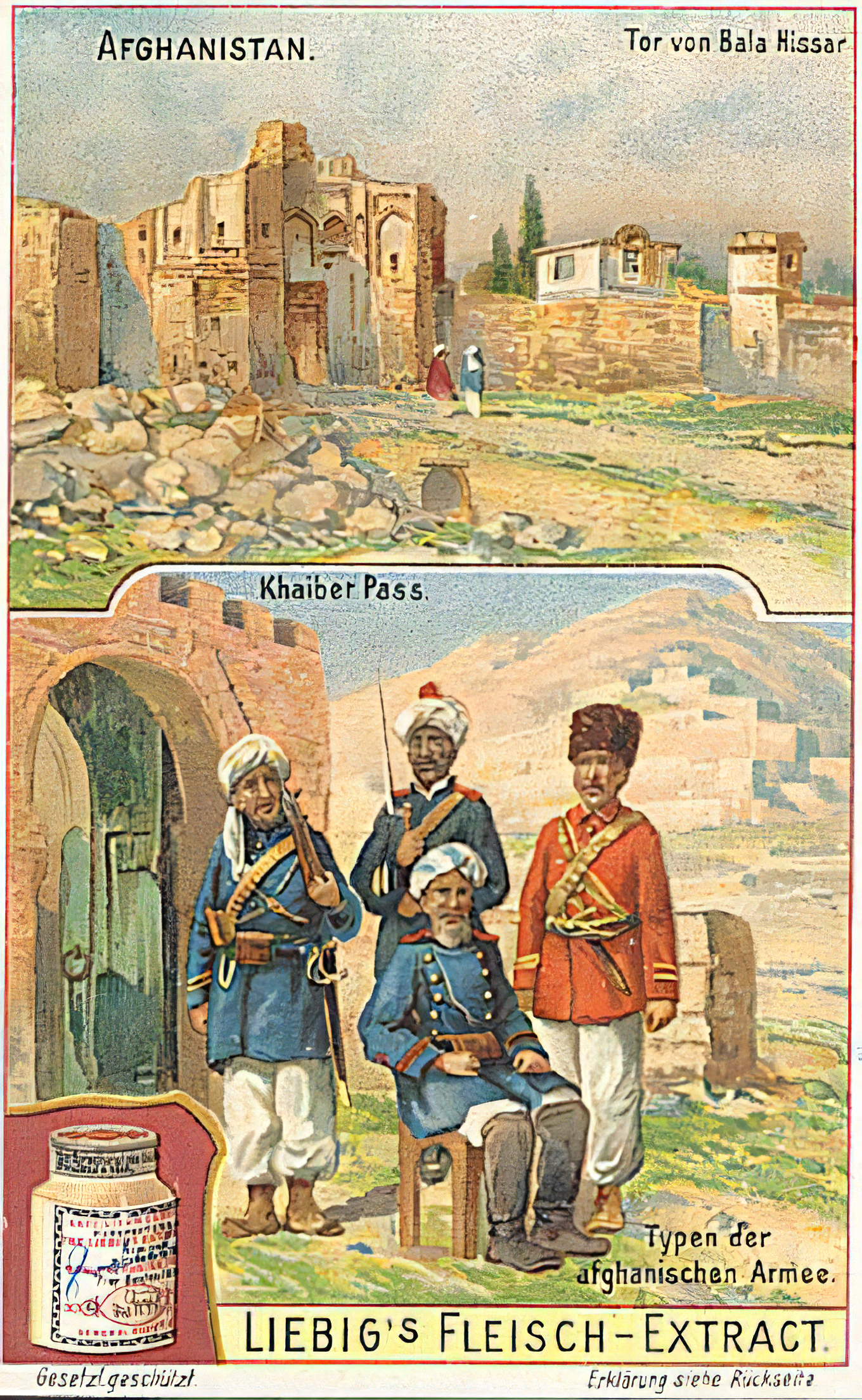
Liebig-Sammelkarte aus dem Jahr 1910 mit einer Abbildung des Bala Hissar und des Chaiber-Passes